# دبلیودبلیوئی اکستریم رولز
اکستریم رولز (به انگلیسی: EXTREME RULES)، یک رویداد غیر رایگان (Pay-Per-View) در کشتی حرفه‌ ای و شبکه دبلیودبلیوئی می‌باشد که توسط کمپانی دبلیو دبلیوئی یک کمپانی کشتی حرفه ای مستقر در کانتیکت تولید می‌شود. این پی پر ویو در سال ۲۰۰۹ تاسیس شد و هرساله برگزار می شود. 

## توضیحات
بیشتر مسابقات اکستریم رولز همان‌طور که از نامش پیداست تحت قواعد مسابقات خشونت‌بار (به انگلیسی: Hardcore Rules) برگزار می‌شود.
در این پی پر ویو مسابقات زیادی برگزار می‌شود که هر کدام نوع متفاوتی با بقیه دارد. برخلاف سایر پی پر ویوها که بیش تر مسابقات قانون خاصی ندارند و معمولی هسنتد، در این پی پر ویو مسابقات بسیار متنوعی مثل مسابقات قفس فولادی، اکستریم رولز، مسابقه نردبانی و ... انجام می‌شود.
خود مسابقه اکستریم رولز، مسابقهٔ مخصوصی است که بیش تر به بی قانونی شبیه است و در آن رد صلاحیت (دیسکالیفای یا همان DQ) و بی‌نتیجه ماندن و ... وجود ندارد در نتیجه استفاده از هر وسایلی مجاز است و مسابقه فقط با پین کردن یا تسلیم کردن تمام می‌شود. البته خود مسابقه اکستریم رولز مخصوص این پی پر ویو نیست و پیش از ایجاد این پی پر ویو نیز برگزار می‌شده است. 

## لیست رویداد های برگزار شده
| #  | رویداد                       | تاریخ           | محل برگزاری                      | سالن                      | مسابقه اصلی |
| -- | ---------------------------- | --------------- | -------------------------------- | ------------------------- | --- |
| ۱  | اکستریم رولز (۲۰۰۹)          | ۷ ژوئن ۲۰۰۹     | نیواورلئان، لوئیزیانا، لوئیزیانا | سنتر کینگ اسموتی          | جف هاردی پیروز در مقابل ادج در یک مسابقه نردبان برای قهرمانی کمربند سنگین وزن جهان دبلیودبلیوئی                                                       |
| ۲  | اکستریم رولز (۲۰۱۰)          | ۲۵ آوریل ۲۰۱۰   | بالتیمور، مریلند                 | بالتیمور آرنا             | جان سینا پیروز در مقابل باتیستا در یک مسابقه لست من استندینگ برای قهرمانی کمربند دبلیودبلیوئی                                                         |
| ۳  | اکستریم رولز (۲۰۱۱)          | ۱ مه ۲۰۱۱       | تمپا، فلوریدا                    | تامپا بای تایمز فروم      | جان سینا پیروز در مقابل جان موریسون و میز در یک مسابقه ۳ نفره قفس فولادین برای قهرمانی کمربند دبلیودبلیوئی                                            |
| ۴  | اکستریم رولز (۲۰۱۲)          | ۲۹ آوریل ۲۰۱۲   | روزمونت، ایلینوی                 | آل استیت آرنا             | جان سینا پیروز در مقابل براک لزنر در یک مسابقه اکستریم رولز                                                                                           |
| ۵  | اکستریم رولز (۲۰۱۳)          | ۱۹ مه ۲۰۱۳      | سنت لوئیس، میزوری                | اسکاترید سنتر             | براک لزنر (همراه با پاول هیمن) پیروز در مقابل در مقابل تریپل اچ در یک مسابقه قفس فولادی                                                               |
| ۶  | اکستریم رولز (۲۰۱۴)          | ۴ مه ۲۰۱۴       | رادرفورد شرقی، نیوجرسی           | آیزود سنتر                | دنیل برایان پیروز در مقابل کین در یک مسابقه اکستریم رولز                                                                                              |
| ۷  | اکستریم رولز (۲۰۱۵)          | ۲۶ آوریل ۲۰۱۵   | روزمونت، ایلینوی                 | آل استیت آرنا             | ست رولینز پیروز در مقابل رندی اورتون در یک مسابقه استیل کیج برای قهرمانی کمربند سنگین وزن جهان دبلیودبلیوئی                                           |
| ۸  | اکستریم رولز (۲۰۱۶)          | ۲۲ می ۲۰۱۶      | نیو آرک، نیوجرسی                 | پرودنتیال سنتر            | رومن رینز (c) پیروز در مقابل ای جی استایلز در یک مسابقه اکستریم رولز برای قهرمانی کمربند سنگین وزن جهان دبلیودبلیوئی                                  |
| ۹  | اکستریم رولز (۲۰۱۷)          | ۴ ژوئن ۲۰۱۷     | بالتیمور، مریلند                 | رویال فارمز آرنا          | ساموآ جو پیروز در مقابل فین بلر و رومن رینز و ست رولینز و بری وایت با سابمیشن برای به دست آوردن حق مسابقه با براک لزنر در گریت بالز آف فایر (۲۰۱۷)    |
| ۱۰ | اکستریم رولز (۲۰۱۸)          | ۱۵ جولای ۲۰۱۸   | پیتسبرگ، پنسیلوانیا              | پی پی جی پینتس آرنا       | دولف زیگلر (c) (با همراهی (درو مکینتایر) پیروز در مقابل ست رولینز با نتیجه ۵ بر ۴ در یک مسابقه مرد آهنین برای قهرمانی کمربند بین قاره ای دبلیودبلیوئی |
| ۱۱ | اکستریم رولز (۲۰۱۹)          | ۱۴ جولای ۲۰۱۹   | فیلادلفیا، پنسیلوانیا            | ولز فارگو سنتر            | براک لزنر پیروز در مقابل ست رولینز (c) در یک مسابقه تک نفره برای قهرمانی کمربند یونیورسال دبلیودبلیوئی                                                |
| ۱۲ | نمایش ترسناک در اکستریم رولز | ۱۹ جولای ۲۰۲۰   | اورلاندو، فلوریدا                | مرکز تمرینات دبلیودبلیوئی | بری وایت پیروز در مقابل براون استرومن در یک مسابقه نبرد مرداب وایت                                                                                    |
| ۱۳ | اکستریم رولز (۲۰۲۱)          | ۲۶ سپتامبر ۲۰۲۱ | کلمبوس، اوهایو                   | نیشن واید آرنا            | رومن رینز (c) پیروز در مقابل دیمن فین بلر برای قهرمانی کمربند یونورسال دبلیودبلیوئی                                                                   |
| ۱۴ | اکستریم رولز (۲۰۲۲)          | ۸ اکتبر ۲۰۲۲    | فیلادلفیا، پنسیلوانیا            | ولز فارگو سنتر            | مت ریدل پیروز در مقابل ست رولینز در یک مسابقه فایت پیت با حضور دنیل کورمیه به عنوان داور ویژه                                                         |